# Fabronia gueinzii
Fabronia gueinzii là một loài Rêu trong họ Fabroniaceae. Loài này được Hampe mô tả khoa học đầu tiên năm 1850.